# Американский военный шоколад

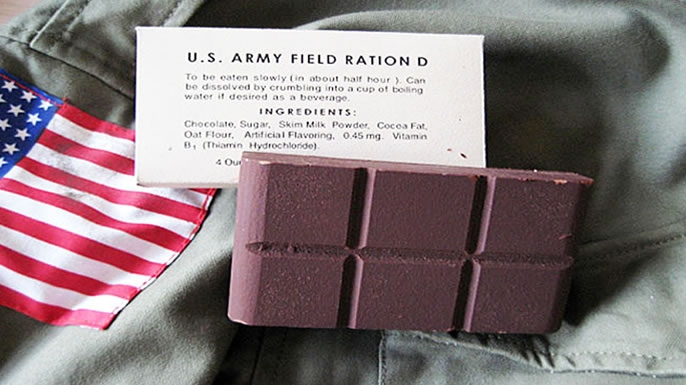
Шоколад из пайка D

Америка́нский вое́нный шокола́д — часть стандартного военного пайка Соединённых Штатов Америки со времён внедрения упаковок шоколада в паёк D в 1937 году. В настоящее время военный шоколад выдаётся войскам как часть базового сухого пайка и различных других пайков. Шоколад в пайках служит двум целям: как моральный импульс, а также высокоэнергетичный карманный продукт в случае попадания солдат в экстремальные условия. Шоколад для военных пайков часто делается в специальных упаковках по военным спецификациям в плане веса, размера и прочности. Большинство шоколада, выдаваемого военнослужащим, производится компанией The Hershey Company.
Военный шоколад часто ничем не отличается от обычных приобретённых в магазине упаковок по вкусу и составу. Тем не менее, он часто упакован или отлит по-другому. В паёк K времён Второй мировой войны, выдававшийся в умеренном климате, иногда включалась упаковка шоколада фирмы Hershey, сделанного по «сладкой» формуле. Но вместо типичных плоских тонких плиток шоколад пайка К представлял собой толстую прямоугольную плитку, имевшую квадраты на каждом конце (в тропических регионах в пайке К использовали «тропическую» формулу шоколада Hershey).
В условиях сухого пайка для экстремальных условий военный шоколад весьма отличается от обычных плиток. Так как он был разработан в качестве быстрого источника продовольствия в условиях чрезвычайной необходимости, чиновники изначально подчёркивали, что его не следует делать вкусным, чтобы у солдат не было желания съесть его прежде, чем они будут действительно в нём нуждаться. Несмотря на сделанные попытки улучшить его вкус, жаростойкий шоколад не получил восторженных отзывов. Шоколад пайков для экстремальных условий сделан с высоким уровнем энергетической ценности, легко переносится и выдерживает высокие температуры. Выдерживание высоких температур чрезвычайно важно, так как пехотинцы долгое время могут находиться на улице, иногда — в тропических и пустынных условиях, с упаковками в карманах на их телах. В этих условиях любой обычный шоколад тает в течение нескольких минут.

## Паёк D («плитка Логана»)
Первым пайком для «особых» условий, содержавшим шоколад, созданный по заказу армии США, был паёк D, получивший довольно широкую известность. Квартирмейстер армии полковник Пол Логан попробовал шоколад Hershey в апреле 1937 года и затем встретился с Уильямом Mюрри, президентом компании Hershey, и Сэмом Хинклем, главным химиком компании. Милтон Херши был крайне заинтересован в проекте, когда ему сообщили о предложении, и после встречи началось первое экспериментальное производство плиток шоколада для пайка D.
Полковник Логан выдвинул четыре требования к шоколаду для пайка D. Порция должна была соответствовать следующим условиям:
- Её вес должен был быть равен 4 унциям (113 грамм);
- Порция должна была обладать высокой энергетической ценностью;
- Шоколад должен был выдерживать высокие температуры;
- Его вкус должен был быть «немного лучше, чем варёный картофель» (именно «немного»).

Ингредиентами военного шоколада стали сахар, овсяная мука, масло какао, сухое молоко и искусственные вкусовые добавки. Оборудование производства шоколада было построено таким образом, чтобы смесь из жидкого шоколада и овсяной муки текла в заданные заранее формы. Тем не менее, из-за термостойкой формулы шоколада он после создания становился чем-то вроде клейкой пасты, которая не будет течь при любой температуре.
Главный химик Хинкль был вынужден разработать совершенно новые методы производства, чтобы производить плитки военного шоколада. Каждая порция весом в четыре унции должна была размягчаться, взвешиваться и прессоваться в формы вручную. Конечным результатом производства были очень толстые блоки тёмно-коричневого шоколада, которые ломались со значительным усилием и выдерживали температуру до 120 °F (≈49 °C).
Получившиеся плитки заворачивались в алюминиевую фольгу. Три порции запечатывались в пергаментный пакет, составлявший суточный рацион, и, имея энергетическую ценность 1800 калорий (7500 кДж), формально обеспечивали минимальные потребности в дневном потреблении пищи для одного солдата.
Полковник Логан был доволен первыми небольшими партиями образцов. В июне 1937 года армия Соединённых Штатов заказала 90 000 пайков D, или «Плиток Логана», и провела их «полевые испытания» на базах на Филиппинах, в Панаме, в Техасе и на других базах по всей территории США. Некоторое количество плиток было поставлено для третьей антарктической экспедиции адмирала Бэрда. Эти полевые испытания прошли успешно, и армия начала делать периодические заказы плиток.
С вступлением США во Вторую мировую войну после нападения на Пёрл-Харбор плитки было приказано упаковывать с использованием специального покрытия, защищающего от ядовитых газов. Коробочки с 4-унциевыми плитками были покрыты антигазовым покрытием и фасовались по 12 штук в картонные коробки с таким же покрытием. Эти коробки, в свою очередь, также упаковывались числом 12 штук в деревянные ящики; в одном ящике, таким образом, находилось 144 порции шоколада.
Полковник Логан отдельно оговаривал, что вкус шоколада из пайка D должен быть лишь немного лучше, чем «варёный картофель», полагая, что если шоколад будет иметь хороший вкус, то солдаты будут есть его тогда, когда захотят, а не ждать момента, когда они действительно будут нуждаться в нём для потребления пищи в экстремальных условиях. Однако химики Hershey, по-видимому, допустили ошибку, поняв его слова слишком буквально: шоколад пайка D был почти повсеместно ненавидим солдатами за его горький вкус и часто в момент его выдачи выбрасывался, а не потреблялся. Солдаты полушутливо называли паёк D «Секретным оружием Гитлера», характеризуя его влияние на их кишечники. Подобный шоколад не могли есть солдаты с плохими зубами, и даже тем, у кого зубы были хорошие, часто было необходимо сначала разрезать плитку ножом, а только затем приступать к еде.

## «Тропический шоколад»

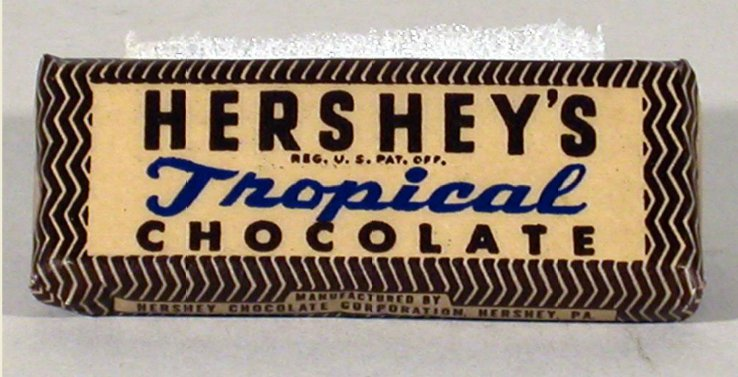
Плитка «Тропического шоколада» производства The Hershey Company

В 1943 году Отдел закупок армии США обратился к компании Hershey с просьбой о производстве шоколада с улучшенным вкусом, который при этом по-прежнему выдерживал бы жару регионов Тихоокеанского театра военных действий. После короткой серии экспериментов компания Hershey начала производить «Тропический шоколад» Hershey. Шоколад был разработан в соответствии с полевыми условиями и для специальных пайков, таких как паёк K; изначально его порции имели размер в 1 или 2 унции. После 1945 года он стал выпускаться также в размере порций в 4 унции для пайка D.
«Тропический шоколад» (его всегда называли паёк D в течение всей войны, несмотря на его новое официальное наименование) был больше похож на нормальный шоколад по своим форме и вкусу, чем изначальный шоколад пайка D, который он постепенно заменил к 1945 году. Хотя попытка сделать его вкус более сладким была относительно успешной, почти все американские солдаты нашли тропический шоколад трудно пережёвываемым и невкусным: сообщения из бесчисленных воспоминаний и полевые отчёты на его счёт практически одинаковы негативны. Вместо употребления в пищу шоколад либо выбрасывался, либо выменивался у солдат ничего не подозревающих союзных войск или гражданских лиц на более аппетитные продукты или товары. Сопротивление приёму пайка в качестве обмена на что-либо появилось среди представителей последних вскоре после первых нескольких подобных сделок. На Бирманском театре военных действий паёк D, или «тропический шоколад», имел специфическое наименование: он был известен как «дизентерийный рацион», так как был единственным продуктом, который хорошо переносили больные дизентерией, и только они соглашались его есть.
В 1957 году формула военного шоколада была изменена, чтобы сделать его более аппетитным и вкусным. Непопулярная овсяная мука был удалена из состава, «обезжиренное твёрдое молоко» заменило сухое молоко, масло какао заменил какао-порошок, а также были добавлены искусственные вкусовые добавки ванилина. Всё это значительно улучшило вкус плиток, но такой шоколад было всё ещё трудно жевать.

## После Второй мировой войны
Подсчитано, что в период с 1940 по 1945 год было приготовлено и распространено среди солдат во всём мире более 3 миллиардов пайков D и «тропического шоколада». В 1939 году завод Hershey был способен производить 100 тысяч пайков в день. К концу Второй мировой войны весь завод Hershey производил порции для пайков в размере 24 миллионов в неделю. За свой труд в течение Второй мировой войны компания Hershey была награждена премией «E» армии и военно-морского флота — за выдающиеся достижения и за превышение ожиданий по количеству и качеству в производстве пайков D и «тропического шоколада».
Производство пайков D с шоколадом было прекращено в конце Второй мировой войны. Тем не менее, «тропический шоколад» Hershey остался в стандартном рационе вооружённых сил Соединённых Штатов. Во время войн в Корее и Вьетнаме он входил в пайки в качестве элемента категории «разное» (в которой также содержались туалетные принадлежности), прежде чем был объявлен устаревшим. На короткое время он вернулся в использование, когда был включён в комплект для космического корабля «Аполлон-15» в июле 1971 года.
В конце 1980-х годов Исследовательский центр солдатского снаряжения армии США создал новый высокотемпературный шоколад (названный исследователями «Батончик Конго»), который мог переносить жару свыше 60 °C (140 °F).
Во время операций «Щит пустыни» и «Буря в пустыне» компания Hershey снова стала крупным производителем военного шоколада, поставив 144 000 порций американским войскам в Юго-Западную Азию. Хотя представители армии отметили, что вкус шоколада был хорош, реакция солдат была смешанной, и шоколад не был запущен в серийное производство.
После окончания войны, до того как экспериментальный шоколад Hershey был отправлен в магазины, оставшаяся часть первой партии была упакована в обёртку «камуфляж пустыни» и получила название «пустынных батончиков». Они оказались кратковременным популярным новшеством, но Hershey отказалась снова выпускать его, когда партия была полностью реализована.